# Foreningen Herberger langs Hærvejen
Foreningen Herberger langs Hærvejen er startet som en almennyttig forening i januar 2005 med det formål at administrere etablering og drift af 10-12 herberger langs Hærvejen. Foreningens bestyrelse er sammensat af repræsentanter for de fremtidige brugere af herberger , herunder Dansk Vandrelaug, Dansk Cyklist Forbund, to rideforbund og flere pilgrimsforeninger.
Foreningen har indgået aftale med ejere af ejendomme der ligger i nærheden af Hærvejen mellem Viborg til Padborg om at deltage i projektet med indretning af herberger i tidligere landbrugsbygninger. De 10 første herberger blev indviet den 1. juni 2008. I sommeren 2010 indviedes endnu et herberg, et ved Kongeåen, hvor der manglede et overnatningssted.
Projektet med etablering af herberger langs Hærvejen begyndte som et konkurrenceforslag fra arkitekt Andreas Blinkenberg der indsendte et forslag til en idé- og projektkonkurrence udskrevet af Realdania om udnyttelse af bevaringsværdige bondegårde. Forslaget blev præmieret i oktober 2004. Projektet støttes af Fonden Realdania, der har medfinansieret indretningen af 10 herberger langs Hærvejen. Projektet støttes desuden af Friluftsrådet, amter og kommuner langs Hærvejen samt af EU-artikel 33 tilskud.
Et herberg består af et eller flere primitive soverum med køjesenge, et fælles toilet/baderum samt køkken med spiseplads, der etableres i tidligere staldbygninger eller lignende tomme bygninger. Det er et lavpriskoncept, der betyder, at en overnatning koster 80 kr. Etablering af 10-12 indendørs overnatningssteder langs Hærvejsruten er således et væsentlig led i udviklingen af Hærvejen som vandre- og pilgrimsrute. Bygningerne bruges som herberger i månederne juni, juli og august. For at kunne benytte herbergerne kræves et herbergspas der koster 70 kr., som kan købes på gårdene.